# Demokratisk Fornyelse
 For partiet i Angola, se Demokratisk Fornyelse (Angola).
Demokratisk Fornyelse er et dansk politisk parti, der deltog i folketingsvalget i 1998.
Partiet blev dannet i 1994 som et valgforbund af de ni mindre partier og bevægelser Nyt Midterparti, Solidarisk Samarbejde, Socialdemokrater imod EF-Unionen, Folkesocialister imod EF-Union, Dansk Samling og Nordisk Folkeparti, De Grønne, Folkestyrelisten og Retsdemokraterne.
Det vigtigste programpunkt er dansk udmeldelse af EU. Andre punkter er bæredygtigt miljø, ophævelse af partidisciplinen i Folketinget og udskrivelse af folkeafstemning, hvis 25.000 vælgere ønsker det.
Partiet stillede op til folketingsvalget 11. marts 1998, men opnåede kun knap 11.000 stemmer – eller 0,3 % af samtlige afgivne stemmer.
Efter folketingsvalget i 1998 blev valgforbundet opløst og erstattet af partiet Unionsmodstanderne Demokratisk Fornyelse, som fik et nyt værdigrundlag og et mere omfattende politisk program. I løbet af de følgende halvandet år lykkedes det ikke partiet at indsamle nok underskrifter til at blive opstillet til det følgende folketingsvalg, der kom i 2001.
Demokratisk Fornyelse indledte forhandlinger med partierne De Grønne og Solidarisk Alternativ om samarbejde omkring opstilling til kommende valg. I sommeren 2002 blev der også igangsat forhandlinger med Retsforbundet. Det mundede ud i valgsamarbejdet Grønne Demokrater, som Demokratisk Fornyelse siden da har været en del af.